# 豊山広光
豊山 広光（ゆたかやま ひろみつ、1947年10月22日 - 2020年9月19日）は、新潟県新発田市大字新保小路出身で時津風部屋に所属した大相撲力士。本名は長濱 廣光（ながはま ひろみつ）。現役時代の体格は186cm、133kg。得意手は右四つ、突っ張り、吊り、寄り。最高位は東小結（1972年9月場所・1977年11月場所）。
現役引退後は年寄・湊を襲名して、湊部屋を創設し、その師匠を長く務めた。

## 来歴・人物
実家は農家。幼い頃から相撲を始め、新発田農業高校では全国大会で優勝し「高校横綱」になるなど、活躍を見せた。
1966年春、高校卒業と同時に東京農業大学に進学。スポーツ特待生での入学を希望したが、当時学内の不祥事により同大学では特待生制度を認めていなかったため、一般の学生として入学した。そのため、家計が苦しく、大学の警備のアルバイトをして学費を稼ぎながら相撲部で活躍した。
大学4年時には、1学年先輩で既に日本大学を卒業して同大学農獣医学部の体育助手兼相撲部コーチとなっていた田中英寿と全日本相撲選手権大会決勝で対戦して敗れ、惜しくもアマチュア横綱の座を逃している。
卒業後は教員になるつもりであったが、相撲部での実績が認められたことで時津風親方（元大関・豊山）に勧誘され、引退後に年寄株の手配をするという条件を提示されて時津風部屋に入門することを決意。1970年3月場所に於いて、幕下付出で初土俵を踏んだ。
当初の四股名は、本名に由来した「長浜」。師匠である元・豊山の時津風とは同郷で、出身高校も同じ新発田市内の公立高校、出身大学も同じ東京農業大であった（東京農業大学は、時津風部屋付属相撲部と言われるほどで、東農大の相撲部の多くは時津風部屋の力士となっているため、これは偶然とは言えない。）。
同年9月、幕下付出から所要わずか3場所、幕下で2場所連続全勝優勝して十両に昇進。その後は1年ほど十両にあり、十両上位～中位で幾度か好成績を残すも番付運が悪く入幕の機会を逸し続けていたが、1971年11月場所で漸く入幕を果たした。
1972年、まだ「長浜」を名乗っていた頃に、暴力団組員が建てた貸しビルに花輪を出した件で協会が厳重注意を下す。そうした経緯を経て同年7月、験直しとして師匠で大学の先輩でもある時津風親方の現役時の四股名「豊山」に改名。1972年5月場所2日目には輪島と対決し、吊り出しで勝利。この取組は、素早くもろ差しになったところ腰高の輪島を釣り上げ一気に土俵外に出た、という内容であった。1974年5月場所には琴櫻と輪島から2金星を獲得し、11勝4敗で敢闘賞を受賞。
突き押しから右四つに組んで吊り寄りを見せる正攻法の相撲を得意としたが、不器用な面があり、特に土俵際に寄り立てた際に肩が使えず天井を向いて腹を突き出して決めに行くことから詰めが甘かった。それでも地力があったこともあり、長く幕内で活躍した。大学時代からのライバルであった横綱・輪島（日本大学卒業）との一番には特に激しい闘志を燃やし、金星4個を獲得（通算対戦成績は豊山の8勝12敗）するなど善戦。一方で横綱・北の湖には全く歯が立たず、幕内同士での対戦成績は21戦全敗を記録してしまった。また、当時の超人気力士だった大関・貴ノ花に対しても極端に合口が悪く22戦して僅か1勝に終わった。
幕内上位～中位では何度も勝ち越し、時には大勝ちもあったが、新入幕前の十両時代と同様番付運が悪く関脇への昇進は一度も叶わなかった。特に1974年5月場所では、前頭3枚目で11勝4敗と大きく勝ち越して関脇昇進の可能性も十分あったが、翌7月場所での地位は西小結と3枚しか番付が上がらなかった。
それでも、1977年9月場所では平幕勢で唯一の2桁勝利である10勝5敗と好成績を収めて敢闘賞を受賞するなど、長期に渡って腐らず奮戦を重ねていった。
現役晩年は十両で取り、東十両9枚目で5勝10敗と負け越して幕下陥落が濃厚となった1981年5月場所を以って、33歳で引退。
場所直前の4月24日、高砂部屋系の親方であった湊親方（元十両8・大達）が死去して空き株ができていたこともあり、同場所後に彼が持っていた年寄名跡・湊を襲名した。
1982年12月、時津風部屋から独立して湊部屋を創設し、幕内・湊富士らを育てた。部屋の師匠としては非常に厳しく、弟子を竹刀で叩いて育てていた。余りの厳しさに湊部屋への出稽古に同行していた二子山親方が「湊さん、そこまでにしなさい」と止めに入るほどであった。
また、1988年から2004年まで実に15年以上もの間勝負審判を務めた。その後副理事に就任し、2010年までの任期を全うした。
停年（定年。以下同）退職を2年後に控えた2010年7月、引退して湊部屋付きの親方となっていた元・湊富士の立田川親方と名跡を交換し、年寄・立田川として2012年10月に停年退職した。
2020年9月19日、膵臓がんのため、72歳で死去。関係者によれば1年前に膵臓がんが発見されたが、手術を受けなかった。亡くなる1ヶ月前より意識がなかったという。

## エピソード
- 学生時代から、日本大学の輪島と東京農業大学の長濱の対戦は話題となっており、お互いがプロに入ってからの取組は大いに注目された。十両1場所目の1970年9月場所6日目の輪島戦では、十両の取組としては異例といえる懸賞が懸けられるほどだった。
- 初土俵は、輪島より1場所遅れている。これは、在学していた東京農業大学が卒業論文を提出してからでなければ入門を許可していなかったからである。また、入門直前に開催された相撲部の大会には「キャプテンとしての責任がある」として最後まで同行している。学生時代の様々なエピソードが今なお語り草になる輪島とは異なり、大学時代は教員免許を取得するなど、勤勉であったという[注 2][10]。
- 高額な契約金や雑用の免除、引退後の部屋継承という異例の好待遇で花籠部屋に入門した輪島に対し、長浜は年寄名跡の確約のみで時津風部屋に入門し、自ら進んで中卒の新弟子達に混じり、ちゃんこ番や掃除番など部屋の雑用も積極的にこなしていたという[10]。輪島への対抗意識の表れではあったが、「要領が良くドライな性格の輪島」と「律儀で生真面目な性格の豊山」の引退後の境遇を対比する代表的なエピソードとして度々披露されている。
- 入門時、部屋を継承したばかりの時津風親方（元大関・豊山）は独身であった。そんな中、大学の後輩でもある長浜に対し「長浜が十両に昇進するまで絶対に結婚しない」と願掛けをし、周囲を驚かせたという。師匠の覚悟と熱意が伝わったのか、幕下を3場所で通過し、1970年9月場所で十両に昇進。時津風親方も公約通り、1971年10月に結婚している[11]。
- 幕内での対戦では0勝21敗と、1度も勝てなかった北の湖には、共に十両に在位していた頃に2度勝っている。
- 高々と上げた足の爪先を伸ばしながら踏み降ろす四股は見事なもので、千代の富士の一つ前の時代に四股が美しかった力士として、名前を挙げる好角家も多い[2]。ブラジルに技術指導者として、当時の現役力士として唯一派遣されたことがある。
- 幕下付出で初土俵を踏んでから引退するまで一度の休場もなく、996番連続出場を記録した[2]。これは、学生相撲から大相撲入りし入幕を果たした力士の連続出場としては、朝乃若（最高位・前頭1）の1145番に次ぐ史上2位の記録である。
- 夫人と2人の娘も教員免許状を持っており、長女・次女ともに現在、学校の先生として勤めている。
- 日本共産党の機関紙「しんぶん赤旗」スポーツ欄に千秋楽の翌日、場所の所見投稿を行っていたことでも知られる。

## 主な戦績
- 通算成績：491勝505敗 勝率.493
- 幕内成績：352勝413敗 勝率.460
- 現役在位：68場所
- 幕内在位：51場所
- 三役在位：4場所（小結4場所）
- 連続出場：996番（幕下付出以来無休、1970年3月場所-1981年5月場所）
- 三賞：3回
  - 殊勲賞：1回（1978年1月場所）
  - 敢闘賞：2回（1974年5月場所、1977年9月場所）
- 金星：8個（輪島4個、北の富士2個、琴櫻2個）
- 各段優勝
  - 十両優勝：2回（1970年11月場所、1971年3月場所）
  - 幕下優勝：2回（1970年5月場所、1970年7月場所）

### 場所別成績
| | 一月場所 初場所（東京） | 三月場所 春場所（大阪） | 五月場所 夏場所（東京） | 七月場所 名古屋場所（愛知） | 九月場所 秋場所（東京） | 十一月場所 九州場所（福岡） |
| --- | ----------------------- | ----------------------- | ----------------------- | --------------------------- | ----------------------- | --------------------------- |
| 1970年 （昭和45年） | x                       | 東幕下付出59枚目 5–2    | 西幕下42枚目 優勝 7–0   | 東幕下3枚目 優勝 7–0        | 西十両9枚目 9–6         | 西十両5枚目 優勝 11–4       |
| 1971年 （昭和46年） | 西十両筆頭 5–10         | 西十両8枚目 優勝 12–3   | 東十両2枚目 9–6         | 東十両2枚目 6–9             | 西十両5枚目 10–5        | 東前頭13枚目 6–9            |
| 1972年 （昭和47年） | 西十両2枚目 9–6         | 東前頭11枚目 10–5       | 西前頭筆頭 8–7 ★        | 東前頭筆頭 10–5             | 東小結 5–10             | 東前頭3枚目 6–9             |
| 1973年 （昭和48年） | 西前頭7枚目 8–7         | 西前頭4枚目 4–11        | 東前頭11枚目 9–6        | 西前頭5枚目 9–6             | 西小結 7–8              | 東前頭2枚目 4–11 ★          |
| 1974年 （昭和49年） | 東前頭7枚目 9–6         | 西前頭2枚目 7–8 ★       | 西前頭3枚目 11–4 敢★    | 西小結 7–8                  | 西前頭筆頭 5–10         | 西前頭7枚目 7–8             |
| 1975年 （昭和50年） | 西前頭8枚目 8–7         | 東前頭7枚目 9–6         | 西前頭2枚目 4–11        | 西前頭9枚目 9–6             | 西前頭3枚目 4–11        | 西前頭10枚目 11–4           |
| 1976年 （昭和51年） | 東前頭2枚目 5–10        | 西前頭7枚目 8–7         | 西前頭2枚目 6–9         | 東前頭5枚目 8–7             | 東前頭2枚目 6–9         | 東前頭6枚目 8–7             |
| 1977年 （昭和52年） | 東前頭3枚目 4–11        | 東前頭12枚目 9–6        | 西前頭6枚目 8–7         | 東前頭3枚目 6–9             | 西前頭6枚目 10–5 敢★    | 東小結 4–11                 |
| 1978年 （昭和53年） | 東前頭5枚目 9–6 殊★     | 東前頭筆頭 5–10         | 西前頭5枚目 4–11        | 東前頭13枚目 4–11           | 西十両7枚目 10–5        | 西十両3枚目 11–4            |
| 1979年 （昭和54年） | 西前頭11枚目 5–10       | 西十両筆頭 10–5         | 東前頭12枚目 8–7        | 東前頭11枚目 8–7            | 西前頭5枚目 3–12        | 東前頭13枚目 10–5           |
| 1980年 （昭和55年） | 東前頭3枚目 5–10 ★      | 西前頭8枚目 6–9         | 東前頭12枚目 8–7        | 東前頭9枚目 8–7             | 東前頭8枚目 7–8         | 西前頭9枚目 3–12            |
| 1981年 （昭和56年） | 東十両4枚目 6–9         | 西十両8枚目 7–8         | 東十両9枚目 引退 5–10–0 | x                           | x                       | x                           |
| 各欄の数字は、「勝ち-負け-休場」を示す。 優勝 引退 休場 十両 幕下 三賞：敢=敢闘賞、殊=殊勲賞、技=技能賞 その他：★=金星 番付階級：幕内 - 十両 - 幕下 - 三段目 - 序二段 - 序ノ口 幕内序列：横綱 - 大関 - 関脇 - 小結 - 前頭（「#数字」は各位内の序列） |                         |                         |                         |                             |                         |                             |

### 幕内対戦成績
| 力士名      | 勝数 | 負数 | 力士名 | 勝数 | 負数 | 力士名     | 勝数 | 負数 | 力士名   | 勝数 | 負数 |
| ----------- | ---- | ---- | ------ | ---- | ---- | ---------- | ---- | ---- | -------- | ---- | ---- |
| 青葉城      | 4    | 10   | 青葉山 | 5    | 5    | 朝汐(4代)  | 3    | 2    | 旭國     | 2    | 16   |
| 荒勢        | 12   | 11   | 巌虎   | 1    | 0    | 岩波       | 3    | 5    | 巨砲     | 1    | 2    |
| 大錦        | 4    | 3    | 大ノ海 | 1    | 1    | 大登       | 1    | 1    | 大鷲     | 6    | 1    |
| 魁輝        | 5    | 8    | 魁傑   | 12   | 7    | 影虎       | 2    | 1    | 和晃     | 1    | 0    |
| 北瀬海      | 8    | 6    | 北の湖 | 0    | 21   | 北の富士   | 3    | 2    | 清國     | 2    | 2    |
| 麒麟児      | 6    | 8    | 黒瀬川 | 1    | 5    | 黒姫山     | 11   | 15   | 高鐵山   | 1    | 0    |
| 高鉄山      | 5    | 1    | 琴風   | 4    | 1    | 琴ヶ嶽     | 0    | 1    | 琴櫻     | 3    | 6    |
| 琴乃富士    | 5    | 0    | 琴若   | 1    | 2    | 小沼       | 0    | 1    | 金剛     | 10   | 7    |
| 蔵玉錦      | 4    | 4    | 白田山 | 6    | 0    | 神幸       | 1    | 1    | 大旺     | 4    | 0    |
| 大峩        | 1    | 1    | 大麒麟 | 5(2) | 5    | 大豪       | 1    | 0    | 大觥     | 0    | 3    |
| 大受        | 4    | 9    | 大寿山 | 0    | 2    | 大雄       | 0    | 1    | 大竜川   | 4    | 1    |
| 隆の里      | 4    | 6    | 貴ノ花 | 1    | 22   | 高見山     | 10   | 21   | 玉輝山   | 4    | 1    |
| 玉ノ富士    | 5    | 12   | 千代櫻 | 3    | 0    | 千代の富士 | 1    | 4    | 出羽の花 | 5    | 2    |
| 天龍        | 4    | 2    | 闘竜   | 2    | 2    | 栃赤城     | 1    | 4    | 栃東     | 2    | 5    |
| 栃勇        | 0    | 2    | 栃光   | 3    | 11   | 栃富士     | 0    | 1    | 羽黒岩   | 5    | 4    |
| 長谷川      | 5    | 9    | 播竜山 | 4    | 5    | 飛騨乃花   | 1    | 0    | 福の花   | 6    | 2    |
| 富士櫻      | 16   | 5    | 二子岳 | 5    | 7    | 鳳凰       | 1    | 3    | 北天佑   | 0    | 1    |
| 前の山      | 4    | 5    | 増位山 | 10   | 9    | 舛田山     | 6    | 6    | 三重ノ海 | 4    | 18   |
| 三杉磯      | 5    | 3    | 満山   | 2    | 2    | 陸奥嵐     | 7    | 4    | 吉王山   | 4    | 0    |
| 吉の谷      | 2    | 0    | 義ノ花 | 2    | 0    | 琉王       | 3    | 5    | 龍虎     | 3    | 2    |
| 凌駕        | 0    | 1    | 若獅子 | 9    | 3    | 若浪       | 0    | 1    | 若ノ海   | 8    | 3    |
| 若乃花(2代) | 3    | 7    | 若二瀬 | 2    | 2    | 輪島       | 8    | 12   | 鷲羽山   | 10   | 5    |

## 改名歴
- 長浜 広光（ながはま ひろみつ）1970年3月場所-1972年5月場所
- 豊山 広光（ゆたかやま -）1972年7月場所-1981年5月場所（引退）

## 年寄変遷
- 湊 広光（みなと ひろみつ）1981年5月-2010年7月
- 立田川 広光（たつたがわ -）2010年7月-2012年10月（停年退職）